# بيت جولي
بيت جولي (بالإنجليزية: Pete Jolly)‏ هو عازف جاز وملحن وعازف بيانو أمريكي، ولد في 5 يونيو 1932 في نيو هيفن في الولايات المتحدة، وتوفي في 6 نوفمبر 2004 في باسادينا في الولايات المتحدة بسبب ورم نخاعي متعدد.

## وصلات خارجية
- بيت جولي على موقع IMDb (الإنجليزية)
- بيت جولي على موقع ميوزك برينز (الإنجليزية)
- بيت جولي على موقع أول ميوزيك (الإنجليزية)
- بيت جولي على موقع ديسكوغز (الإنجليزية)
- بيت جولي على موقع قاعدة بيانات الفيلم (الإنجليزية)